# Lo Riu de Vilanoveta
Lo Riu de Vilanoveta és el nom d'un paratge del terme municipal de Conca de Dalt, al Pallars Jussà, a l'antic terme d'Hortoneda de la Conca, en territori del poble del Mas de Vilanova.
Està situat a la dreta del riu de Carreu i a l'esquerra de la llau de Bull-i-bull, al sud-est del Mas de Vilanova, a llevant dels Casalots i a ponent del Planell de les Bruixes.